# 逆向誘拐 (電影)
逆向誘拐（英語：Napping Kid），是一套香港電影，粵語劇情懸疑片，2018年11月上映，黃浩然導演，文善編劇，郭秉鑫出品人，改編自2013年台灣島田莊司推理小說獎首獎同名小説，原著作者為香港推理小說家文善。

## 故事
香港跨國投資銀行老闆John（王敏德飾）收到商業勒索電郵，如不按指示三日內繳交約19萬港幣的贖款，其有關台灣科網龍頭公司之機密融資分析就會被公開。為了公司聲譽，也為免客戶的股價大幅波動，John暗中找來昔日大學舍堂堂友兼刑警唐輔協助調查，他亦是John下屬Irene（張雪芹飾）的前夫。唐輔（邵仲衡飾）為此低調的進行調查：事件從投資銀行客戶財務分析員小儒（蘇麗珊飾）發現檔案被盜開始，她找來電腦部同事阿植（吳肇軒飾）的幫忙，但檔案仍遍尋不獲。為了保持客戶的股價，唐輔將有關四名職員隔離，期間分析員牧野（朱鑑然飾）一度失蹤，客戶技術總監 Zachary（泰臣飾）不歡離職，因此都嫌疑最大，連同發現檔案在內聯網被偷的小儒及電腦部職員阿植，結果整個團隊連阿植六人，六人被安排到會公司的一間貴賓公寓套房暫住以作全天候監視，直至完成贖金交易。由於贖金奇少，唐輔認為綁匪顯然志不在錢，其多個古怪指示更令人困惑。當阿植協助追踪綁匪電郵源頭時，竟發現電郵是由公司伺服器發出，換言之綁匪必有公司內應。其後電郵證實來自阿植手機發出，雖然他在早上已遺失手機，而小儒是最後接觸其手機的人，使阿植百詞莫辨。綁匪近在咫尺，指令古怪，志不在錢，背後隱藏更大危機？
此事可能觸發新一輪全球股災，到最後綁匪竟要求利用約翰的網上拍賣繳交贖款，究竟唐輔這一代能否明白新一代的上網心態嗎？不了解又能否替約翰低調破案？阿植又可會知道誰是真兇？以至真兇為何要陷害他嗎？ 綁匪背後真正動機又是什麽？

## 主要演員
主要演員包括蘇麗珊、吳肇軒、邵仲衡、朱鑑然、梁曉豐、陳曾寧、泰臣、蔣祖曼、楊秉基、岑珈其、黃修平、王敏德、葛民輝、曾翠珊、賴恩慈、張雪芹、曾江、陳豪、邵音音、何故、黃竣鋒、梁雍婷、方保僑等。
| 演員   | 角色    | 備註         |
| 蘇麗珊 | 小儒    |              |
| 吳肇軒 | 阿植    |              |
| 邵仲衡 | 唐輔    |              |
| 朱鑑然 | 牧野    |              |
| 泰臣   | Zachary | 軟件創辦人   |
| 蔣祖曼 | Ashley  |              |
| 楊秉基 | Ronald  |              |
| 陳曾寧 | 𡃁妹    |              |
| 王敏德 | John    | 投資銀行老闆 |
| 張雪芹 | Irene   |              |

### 客串演員
| 演員   | 角色   | 備註         |
| 葛民輝 | Carlos | 神駿財務總監 |
| 陳豪   |        |              |
| 曾江   |        |              |
| 邵音音 |        |              |

## 奬項及提名
| 年度   | 颁奖典礼             | 奖项     | 姓名         | 结果 |
| ------ | -------------------- | -------- | ------------ | ---- |
| 2019年 | 第38屆香港電影金像獎 | 最佳剪接 | 譚國明、雪蓮 | 提名 |

## 外部連結
- 互联网电影数据库（IMDb）上《逆向誘拐》的资料（英文）
- 逆向誘拐的Facebook專頁
- 香港影庫上《逆向誘拐》的資料（繁體中文）